# Publicité comparative en droit français
La publicité comparative en droit français est une forme de publicité dans laquelle un produit est mis en comparaison avec un produit de la concurrence, en vue de mettre en valeur les avantages du premier. Cette technique de publicité est entrée dans le corpus juridique français en 1992.
La notion fut longtemps critiquée comme étant une pratique pouvant rapidement déraper vers des formes de dénigrement et de concurrence déloyale. Elle a fini par être autorisée dans la mesure où ses avantages positifs (meilleure information du consommateur) semblent l'emporter. Il en résulte que pour être valide et donc autorisée, la publicité comparative doit :
- ne pas être trompeuse ou de nature à induire en erreur ;
- porter sur des biens ou services répondant aux mêmes besoins ou ayant le même objectif ;
- comparer objectivement une ou plusieurs caractéristiques essentielles, pertinentes, vérifiables et représentatives de ces biens ou services, dont le prix peut faire partie.

Actuellement, elle est régie par les articles L. 122-1 à L. 122-7 du code de la consommation.

## Historique
La publicité comparative a été admise en France dans un premier temps par la jurisprudence de la chambre commerciale de la Cour de cassation du 22 juillet 1986 qui en limitait l’application à des « produits identiques vendus dans les mêmes conditions par des commerçants différents ».
Elle est ensuite autorisée par la loi du 18 janvier 1992 qui introduit un encadrement strict à cette pratique aux articles L121-8 et suivants du Code de la consommation. La publicité comparative s’entend alors comme la mise en comparaison des biens ou services de même nature en utilisant soit la citation ou la représentation de la marque de fabrique, de commerce ou de service d’autrui, soit la citation ou la représentation de la raison sociale ou de la dénomination sociale du nom commercial ou de l’enseigne d’autrui. 
La loi de 1992 imposait donc :
- la comparaison de biens de même nature ;
- l’identification explicite du comparé ;
- l’information du comparé.

L’ordonnance du 23 août 2001 vient modifier substantiellement le régime de la publicité comparative. Elle élargit considérablement son champ d’application :
- elle étend la comparaison à des « biens ou services répondant au même besoin ou ayant le même objectif » ;
- elle vise ainsi les citations et représentations explicites, mais aussi les citations et représentations implicites. Le comparé doit cependant être identifiable ;
- elle supprime la communication préalable de la publicité comparative au concurrent comparé.

Dans le cadre de l’entrée en vigueur en France de la directive 2006/114/CE du 12 décembre 2006 la France comme les autres États membres de l’UE a dû se donner les moyens juridiques de faire respecter les dispositions en matière de publicité comparative devant une autorité administrative. Pour ce faire, elle a mis en place l’Autorité de Régulation Professionnelle de la Publicité (ARPP).

## Mise en œuvre
L'article L122-1 du Code de la consommation dispose que :
« Toute publicité qui met en comparaison des biens ou services en identifiant, implicitement ou explicitement, un concurrent ou des biens ou services offerts par un concurrent n'est licite que si : 
- 1° Elle n'est pas trompeuse ou de nature à induire en erreur ;
- 2° Elle porte sur des biens ou services répondant aux mêmes besoins ou ayant le même objectif ;
- 3° Elle compare objectivement une ou plusieurs caractéristiques essentielles, pertinentes, vérifiables et représentatives de ces biens ou services, dont le prix peut faire partie.

Toute publicité comparative faisant référence à une offre spéciale doit mentionner clairement les dates de disponibilité des biens ou services offerts, le cas échéant la limitation de l'offre à concurrence des stocks disponibles et les conditions spécifiques applicables ».
La comparaison doit porter sur une ou plusieurs caractéristiques essentielles, pertinentes, vérifiables et représentatives du bien ou service.
Les conditions de la publicité loyale doivent être respectées, c'est-à-dire : vérifier ses sources, ne pas dénigrer les concurrents, ne pas entraîner une confusion, ne pas reproduire ou imiter une marque et ne pas parasiter le concurrent.
La publicité comparative est interdite sur certains supports tels que des emballages, des factures, des titres de transport, des moyens de paiement ou des billets d’accès à des spectacles ou à des lieux ouverts au public (art L121-11 code de la consommation). En dehors de ces hypothèses expressément prévues par le législateur elle peut être effectuée sur des supports librement accessibles au public. Elle se fait à travers une communication commerciale qui peut être à destination des consommateurs et des professionnels. L’annonceur doit en outre trouver un intérêt à effectuer une publicité comparative.

## Sur internet
De nombreux sites internet ayant pour objet de comparer des biens, services ou des marques ont vu le jour. Le juge applique pour le moment rigoureusement les dispositions du code de la consommation au nouveau support qu’est internet et opère un contrôle très étroit de ces publicités[réf. nécessaire] (CA Colmar 13 mai 2008, CA Paris 18 juin 2008).
Une charte portant sur des engagements déontologiques communs aux exploitants de sites comparateurs a été signée le 11 juin 2008 sous l’égide du secrétaire d’État chargé de la prospective, de l’évaluation des politiques publiques et du développement de l’économie numérique et la Fédération du e-commerce et de la vente à distance.
Malgré la libéralisation effectuée en 2001 par une nouvelle ordonnance, il y a eu depuis au moins 51 affaires de publicité comparative.